# Arignano
Arignano (Argnan in piemontese) è un comune italiano di 1 070 abitanti della città metropolitana di Torino in Piemonte. Dista circa 23 chilometri ad est dal suo capoluogo.
 Situato su una collina a nord-ovest del Monferrato e a nord-est della città di Chieri, è attraversato dal torrente Levanetto.

## Storia
Il toponimo deriva molto probabilmente dal suffisso -anus appartenente ad un gentilizio romano: Arenius, Arinius o Alenius.
Le sue origini sono certificate da due diplomi imperiali firmati da Ottone III e da Arrigo I, datati intorno all'anno 1000, a favore del vescovo di Torino, Amizone.

Dal XIII fino al XVIII secolo fu feudo della città di Chieri e vennero coinvolte diverse famiglie tra le quali i Costa della Trinità, ultimi feudatari. Fu anche feudo dei Garibaldi, dei Costa e dei Polonghera.

## Monumenti e luoghi d'interesse
I monumenti più importanti sono la rocca e il castello.

### Rocca
La rocca, o Rocca di Arignano, è per la prima volta citata nell'anno 1047 in un diploma dell'imperatore Enrico III a favore del Capitolo di San Salvatore di Torino. Non è comunque l'attuale castello, la cui costruzione, sulle rovine del precedente, è da attribuirsi alla fine del XIII secolo in concomitanza della più imponente ristrutturazione del territorio chierese avvenuta alla fine della guerra tra il potentissimo marchese Guglielmo VII del Monferrato e la confederazione dei comuni, tra i quali Chieri e Asti, appoggiati da Amedeo V di Savoia.
Del complesso iniziale formato da un basso muro di protezione, un palazzo di abitazione e un mastio quadrato, perno per la difesa, sono tuttora visibili una parte del mastio e poco altro.

Il castello superiore fu danneggiato pesantemente nel XIV secolo dalle milizie di ventura di Facino Cane; venne poi ristrutturato e ampliato nel secolo successivo, ma ne fu modificato l'impianto difensivo precedente.

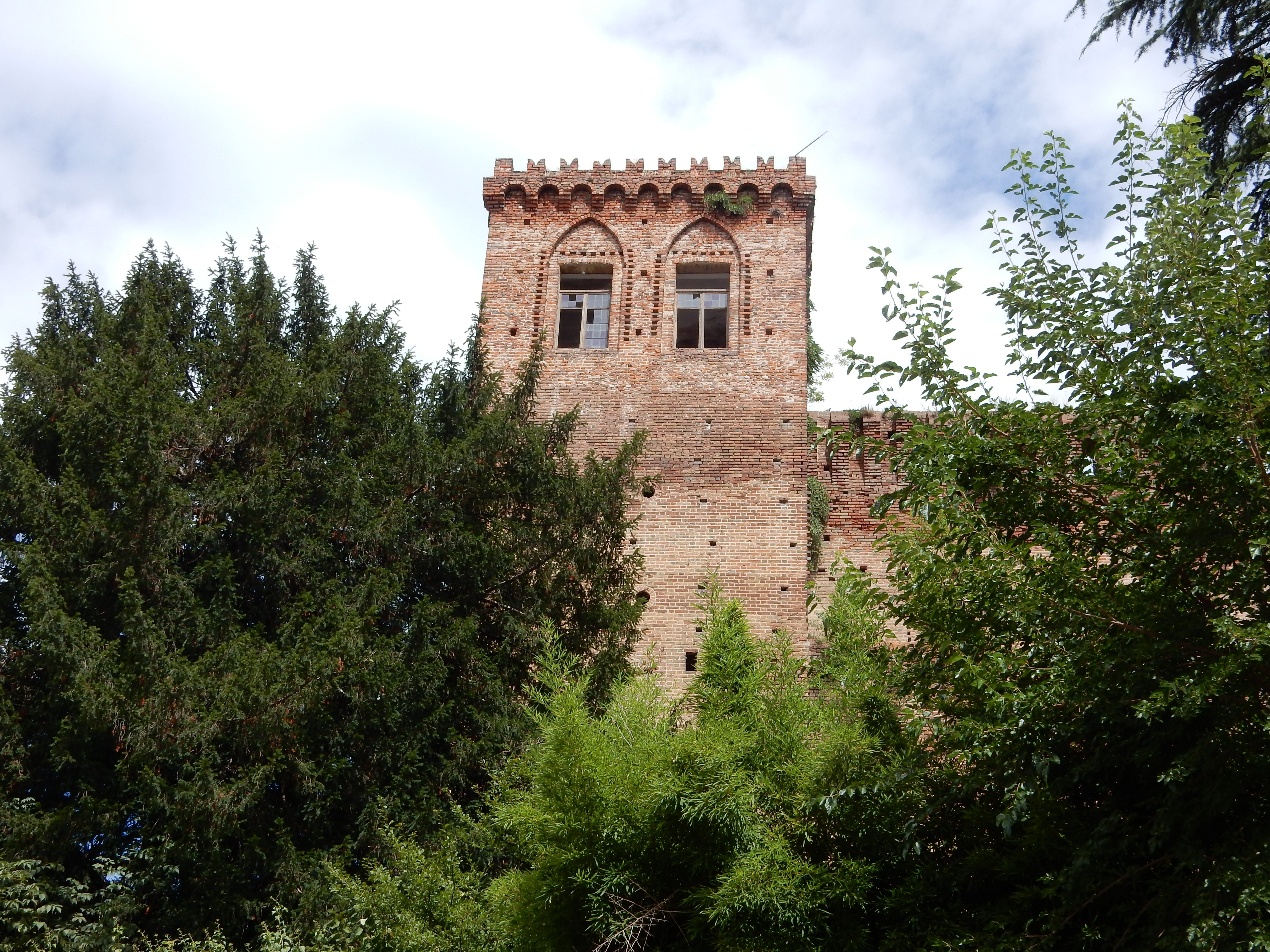
Torre residua della Rocca

Il palazzo venne circondato da cortine rafforzate su tre angoli da torri quadrate, divenendo il centro del complesso architettonico. Solo una di queste torri è sopravvissuta alle inclemenze del tempo.

Oltre all'evoluzione dell'arte della guerra, che - grazie all'utilizzo delle bocche da fuoco - fece decadere il castello, al suo scadimento contribuì la costruzione nel XVIII secolo della villa dei Costa della Trinità.
Nelle vicinanze della villa sorgono due edifici, costruiti in stile neogotico, un tempo adibiti a scuderie e depositi della carrozze. Nonostante tale funzione, sono di gradevole aspetto, anche se degradati, e possono essere inseriti nell'ambito dell'architettura piemontese neogotica del periodo di Carlo Alberto.

### Villa Bianca (o Villa Costa)
Costruita nel XVIII secolo a un centinaio di metri dalla Rocca, la Villa fu voluta dai conti Costa della Trinità. È ornata da numerosi affreschi a grottesche e stucchi in stile barocco, oltre a contenere al proprio interno una cappella. Nel XIX secolo fu sede di numerose feste destinate alla nobiltà piemontese, mentre nel suo giardino si potevano rimirare piante esotiche e fiori rari. A metà del XX secolo, con il declino dei Costa, la Villa venne frazionata in diversi lotti.

### Castello inferiore

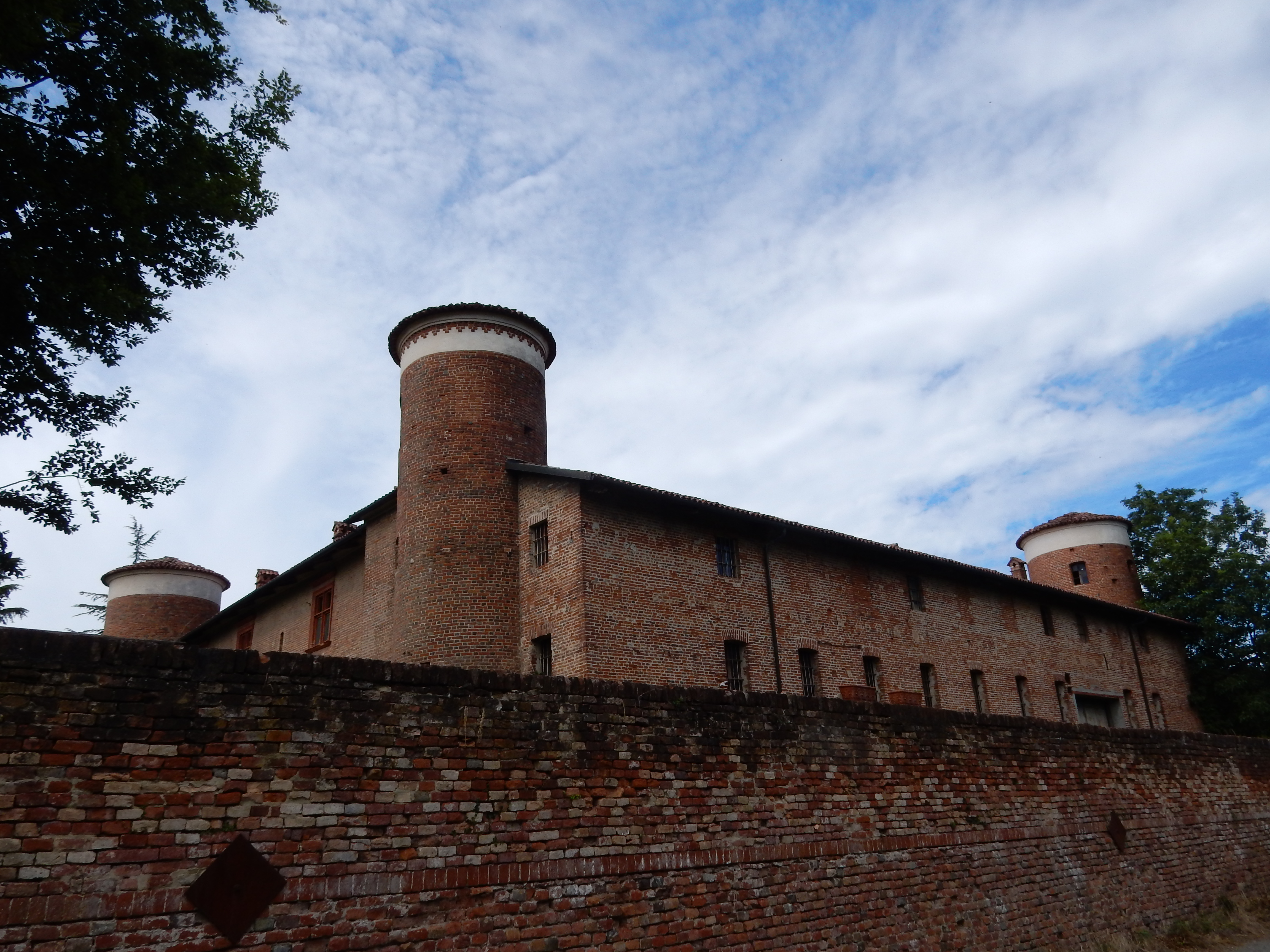
Veduta castello

Denominato Castello Quattro Torri era originariamente una casaforte a pianta quadrata con quattro torrette cilindriche e un dolce cortile ad arcate. Venne edificato verso la metà del XV secolo dai Costa di Arignano nel momento in cui la vecchia rocca perse il suo ruolo strategico. Dopo circa un secolo il castello iniziò a decadere e venne trasformato in un cascinale. Attualmente un restauro accurato ha riportato l'edificio all'antico splendore ed è ora circondato da un parco.

### Chiesa parrocchiale
L'antico mastio si affaccia sulla piazza della parrocchiale dell'Assunzione di Maria Vergine, patrona del paese assieme al vescovo san Remigio. La chiesa, in stile barocco, è ad una navata con due cappelle laterali: fu edificata nel 1781 dai Conti della Trinità al posto di una più antica, risalente al XV secolo.

## Leggenda
Una leggenda narra che il paese sia stato misteriosamente risparmiato dall'epidemia di peste che nel 1630 colpì la vicina città di Chieri e diverse regioni italiane.

## Lago di Arignano

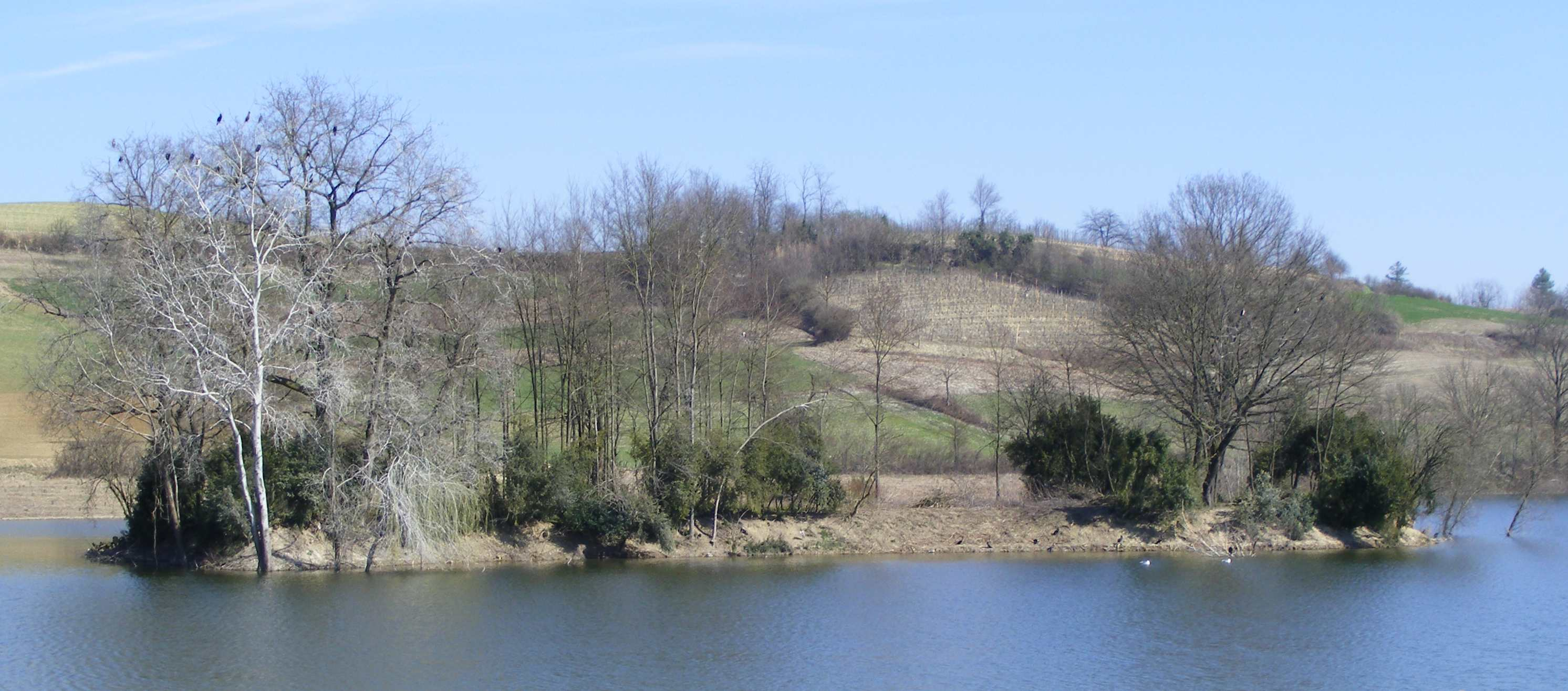
L'isoletta al centro del lago

Fu il conte Paolo Remigio Costa e della Trinità a realizzare questo vasto bacino irriguo, che è anche il più grande specchio d'acqua di tutta la Collina Torinese.
La funzione odierna del lago di Arignano non è né di natura turistica, in quanto non è raggiungibile tramite strada asfaltata ed è vietata la balneazione, né costituisce una riserva di pesca, dato che non si è ancora provveduto a nessun ripopolamento. Essendo l'invaso attualmente studiato per essere un'oasi naturalistica, oltre che all'occorrenza cassa di laminazione delle piene che possono interessare il torrente Banna posto più a valle, è quindi vietato qualsiasi prelievo idrico a scopo irriguo.

## Amministrazione

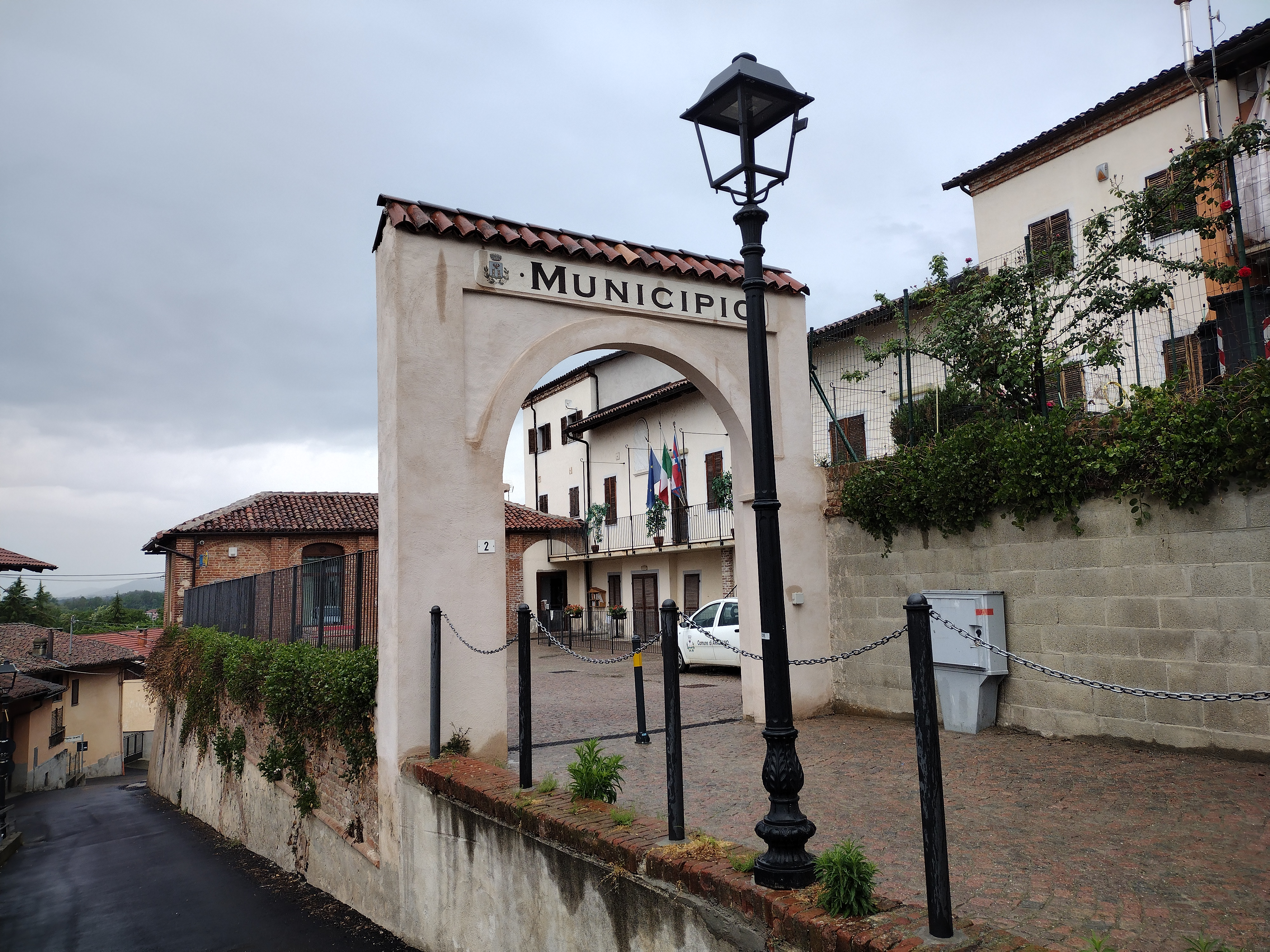
Il municipio

Di seguito è presentata una tabella relativa alle amministrazioni che si sono succedute in questo comune.
| Periodo        | Periodo        | Primo cittadino    | Partito                           | Carica  | Note  |
| -------------- | -------------- | ------------------ | --------------------------------- | ------- | ----- |
| 20 giugno 1985 | 3 giugno 1990  | Luigi Matta        | lista civica                      | Sindaco | [ 8 ] |
| 3 giugno 1990  | 24 aprile 1995 | Luigi Matta        | Democrazia Cristiana              | Sindaco | [ 8 ] |
| 24 aprile 1995 | 14 giugno 1999 | Luigi Matta        | centro                            | Sindaco | [ 8 ] |
| 14 giugno 1999 | 14 giugno 2004 | Luigi Matta        | centro                            | Sindaco | [ 8 ] |
| 14 giugno 2004 | 8 giugno 2009  | Enzo Ferrero       | lista civica                      | Sindaco | [ 8 ] |
| 8 giugno 2009  | 26 maggio 2014 | Enzo Ferrero       | lista civica                      | Sindaco | [ 8 ] |
| 26 maggio 2014 | 27 maggio 2019 | Domenica Barisano  | lista civica Arignano bene comune | Sindaco | [ 8 ] |
| 27 maggio 2019 | 10 Giugno 2024 | Ferdinando Scimone | lista civica Siamo Arignano       | Sindaco | [ 8 ] |

### Gemellaggi
- Comillas, in Cantabria

## Società

### Evoluzione demografica
Abitanti censiti